# Nazionale maschile under 20 di calcio della Spagna
La nazionale di calcio della Spagna Under-20 è la rappresentativa calcistica della Spagna composta da giocatori Under-20; è affiliata alla UEFA ed è posta sotto l'egida della Real Federación Española de Fútbol.
Partecipa ai Mondiali Under-20 (vincitrice nel 1999) e ai Giochi del Mediterraneo.
Nell'edizione di questi ultimi di Pescara 2009, ha vinto battendo in finale i padroni di casa dell'Italia per 2-1.

## Partecipazioni e piazzamenti a competizioni internazionali

### Mondiale Under-20
| Anno   | Piazzamento      | G               | V               | N*              | P               | GF              | GS              |                 |
| ------ | ---------------- | --------------- | --------------- | --------------- | --------------- | --------------- | --------------- | --------------- |
| 1977   | Primo turno      | 3               | 1               | 1               | 1               | 3               | 3               |                 |
| 1979   | Quarti di finale | 4               | 2               | 1               | 1               | 3               | 2               |                 |
| 1981   | Primo turno      | 3               | 0               | 2               | 1               | 5               | 7               |                 |
| 1983   | Non qualificata  | Non qualificata | Non qualificata | Non qualificata | Non qualificata | Non qualificata | Non qualificata | Non qualificata |
| 1985   | Secondo posto    | 6               | 2               | 2               | 2               | 8               | 8               |                 |
| 1987   | Non qualificata  | Non qualificata | Non qualificata | Non qualificata | Non qualificata | Non qualificata | Non qualificata | Non qualificata |
| 1989   | Primo turno      | 3               | 1               | 0               | 2               | 4               | 7               |                 |
| 1991   | Quarti di finale | 4               | 2               | 1               | 1               | 8               | 3               |                 |
| 1993   | Non qualificata  | Non qualificata | Non qualificata | Non qualificata | Non qualificata | Non qualificata | Non qualificata | Non qualificata |
| 1995   | Quarto posto     | 6               | 4               | 0               | 2               | 19              | 12              |                 |
| 1997   | Quarti di finale | 5               | 4               | 0               | 1               | 10              | 3               |                 |
| 1999   | Campione         | 7               | 5               | 2               | 0               | 16              | 5               |                 |
| 2001   | Non qualificata  | Non qualificata | Non qualificata | Non qualificata | Non qualificata | Non qualificata | Non qualificata | Non qualificata |
| 2003   | Secondo posto    | 7               | 5               | 0               | 2               | 8               | 4               |                 |
| 2005   | Quarti di finale | 5               | 4               | 0               | 1               | 17              | 4               |                 |
| 2007   | Quarti di finale | 5               | 3               | 2               | 0               | 13              | 8               |                 |
| 2009   | Ottavi di finale | 4               | 3               | 0               | 1               | 14              | 3               |                 |
| 2011   | Quarti di finale | 5               | 3               | 2               | 0               | 13              | 4               |                 |
| 2013   | Quarti di finale | 5               | 4               | 0               | 1               | 9               | 4               |                 |
| 2015   | Non qualificata  | Non qualificata | Non qualificata | Non qualificata | Non qualificata | Non qualificata | Non qualificata | Non qualificata |
| 2017   | Non qualificata  | Non qualificata | Non qualificata | Non qualificata | Non qualificata | Non qualificata | Non qualificata | Non qualificata |
| 2019   | Non qualificata  | Non qualificata | Non qualificata | Non qualificata | Non qualificata | Non qualificata | Non qualificata | Non qualificata |
| 2023   | Non qualificata  | Non qualificata | Non qualificata | Non qualificata | Non qualificata | Non qualificata | Non qualificata | Non qualificata |
| Totale | 15/23            | 72              | 43              | 13              | 16              | 150             | 77              |                 |

* I pareggi includono anche le partite concluse ai calci di rigore

## Palmarès
- Campionato mondiale di calcio Under-20:

Primo posto: 1 (1999)
Secondo posto: 2 (1985, 2003)
- Giochi del Mediterraneo (con nazionale Under-20):

Primo posto: 1 (2009)
- Torneo di Tolone:

Terzo posto: 1 (1985)

## Tutte le rose

### Campionato mondiale di calcio Under-20
Campionato mondiale di calcio Under-20 19771 Buyo, 2 Urquiaga, 3 Campello, 4 García Navajas, 5 García Cortés, 6 Casas, 7 Emilio, 8 Gallego, 9 Mayayo, 10 Lafuente, 11 Ángel, 12 Ribes, 13 Sempere, 14 Benedé, 15 Alcañiz, 16 Güembe, 17 Escobar, 18 Pelegrin, CT: Pereda
Campionato mondiale di calcio Under-20 19791 Agustín, 2 Comas, 3 Tendillo, 4 Manolo, 5 García, 6 Camacho, 7 Biri, 8 Muñoz Pérez, 9 Marcelino, 10 Zúñiga, 11 Zambrano, 12 Gail, 13 Cedrún, 14 Marián, 15 Pichardo, 16 Marcos, 17 Rojo, 18 Pérez, CT: Pereda
Campionato mondiale di calcio Under-20 19811 Fernando, 2 Vallina, 3 Fabregat, 4 Julià, 5 Francisco, 6 Lacalle, 7 Martínez, 8 Casero, 9 Chano, 10 Nadal, 11 Chalo, 12 Marina, 13 Romo, 14 Ocaña, 15 Ruiz, 16 J. Rodríguez, 17 F. Rodríguez, 18 Iriarte, CT: Pereda
Campionato mondiale di calcio Under-20 19851 Unzué, 2 Marcelino, 3 Mendiondo, 4 Paz, 5 Arozarena, 6 Tirado, 7 Ferreira, 8 Lizarralde, 9 Gay, 10 Fernando, 11 Nayim, 12 Juanma, 13 Lopetegui, 14 Goikoetxea, 15 Peña, 16 López, 17 Losada, 18 Francis, CT: Pereda
Campionato del mondo Under-20 19891 Cañizares, 2 Ferrer, 3 Lasa, 4 Torres, 5 Larrainzar, 6 Herrero, 7 Pinilla, 8 Villabona, 9 Aguilà, 10 Paqui, 11 Emilio, 12 Solozábal, 13 Isidoro, 14 Cerdan, 15 Urzaiz, 16 Justo Ruiz, 17 Alex, 18 Moisés, CT: Pereda
Campionato del mondo Under-20 19911 Ferrer, 2 Luci, 3 Juanlu, 4 Cuéllar, 5 Velasco, 6 Alfonso, 7 Urzaiz, 8 Benito, 9 Delgado, 10 Óscar, 11 de Quintana, 12 Santi Cuesta, 13 José Luís, 14 Cantero, 15 Acosta, 16 Pier, 17 Mauricio, 18 Márquez, CT: Pereda
Campionato del mondo Under-20 19951 López Vallejo, 2 Sánchez, 3 Cordón, 4 L. Martínez, 5 César Martín, 6 Cuartero, 7 Raúl, 8 Salgado, 9 de la Peña, 10 Roger, 11 Etxeberria, 12 Míchel, 13 M. Martínez, 14 Morientes, 15 Raúl Ochoa, 16 Toni, 17 Mingo, 18 Gorka, CT: Goikoetxea
Campionato del mondo Under-20 19971 Láinez, 2 Redondo, 3 Bernaus, 4 Curro Montoya, 5 César, 6 Ismael, 7 Rivera, 8 Farinós, 9 Ribera, 10 Ania, 11 Angulo, 12 Gil, 13 Felip, 14 Gerard, 15 Lacruz, 16 Jero, 17 Deus, 18 Albelda, CT: Sáez
Campionato del mondo Under-20 19991 Aranzubía, 2 Coira, 3 Bermudo, 4 Jusué, 5 Orbaiz, 6 Marchena, 7 Gabri, 8 Xavi, 9 Couñago, 10 Colsa, 11 Yeste, 12 Varela, 13 Casillas, 14 Álex, 15 Aganzo, 16 Barkero, 17 Rubén, 18 Rubio, CT: Sáez
Campionato del mondo Under-20 20031 Moyà, 2 Alexis, 3 Peña, 4 C. García, 5 Melli, 6 Vitolo, 7 Coro, 8 Iniesta, 9 S. García, 10 Manu del Moral, 11 Gavilán, 12 Bouzón, 13 Riesgo, 14 Arizmendi, 15 Goikoetxea, 16 Gabi, 17 Juanfran, 18 Pina, 19 Tello, 20 Rubén, CT: Ufarte
Campionato del mondo Under-20 20051 Ribas, 2 Molinero, 3 Garrido, 4 Alexis, 5 Robusté, 6 Albiol, 7 Juanfran, 8 Zapater, 9 Llorente, 10 Soriano, 11 Gavilán, 12 José Enrique, 13 Manu, 14 Agus, 15 Chica, 16 Silva, 17 Fàbregas, 18 Víctor, 19 Braulio, 20 Bergara, 21 Roberto, CT: Sáez
Campionato del mondo Under-20 20071 Adán, 2 Barragán, 3 Crespo, 4 Valiente, 5 Piqué, 6 Mario, 7 Toni Calvo, 8 Javi García, 9 Bueno, 10 Granero, 11 Capel, 12 Canella, 13 Bernabé, 14 González, 15 Iriome, 16 Mata, 17 Elustondo, 18 Adrián, 19 Marquitos, 20 Sunny, 21 Javi Martínez, CT: Meléndez
Campionato del mondo Under-20 20091 Asenjo, 2 Azpilicueta, 3 José Ángel, 4 Domínguez, 5 Botía, 6 Marcos, 7 Aarón, 8 Ander Herrera, 9 Kike, 10 Parejo, 11 Jordi Alba, 12 Fontàs, 13 Mejías, 14 Laguardia, 15 Dídac, 16 Romeu, 17 Mérida, 18 de Marcos, 19 Iago, 20 Nsue, 21 Mariño, CT: Milla
Campionato del mondo Under-20 20111 Álex, 2 Mallo, 3 Luna, 4 Bartra, 5 Pulido, 6 Romeu, 7 Femenía, 8 Recio, 9 Rodrigo, 10 Canales, 11 D. Pacheco, 12 Planas, 13 Aitor, 14 Amat, 15 Isco, 16 Koke, 17 Roberto, 18 Tello, 19 Ezequiel, 20 Vázquez, 21 F. Pacheco, CT: Lopetegui
Campionato del mondo Under-20 20131 Sotres, 2 Manquillo, 3 Gayà, 4 Derik, 5 Puerto, 6 Campaña, 7 García, 8 Suso, 9 Alcácer, 10 Jesé, 11 Bernat, 12 Llorente, 13 Ortolá, 14 Aketxe, 15 Saúl, 16 Óliver, 17 Deulofeu, 18 Suárez, 19 Jairo, 20 Jonny, 21 Yáñez, CT: Lopetegui